# 원통초등학교
원통초등학교는 대한민국 강원특별자치도 인제군 원통리에 있는 초등학교다.

## 학교 연혁
- 1954.04.01 원통학원으로 개교
- 1954.04.28 원통국민학교로 설립 인가
- 1955.03.25 제1회 졸업식 거행
- 1976.04.01 특수학급 인가
- 1981.03.17 병설유치원 개원 2학급
- 1982.03.01 신덕분교 편입
- 2012.02.17 제58회 졸업(졸업생 6,786명)
- 2012.09.01 제22대 윤재복 교장 취임
- 2014.02.14 제60회 졸업(졸업생 6,918명)
- 2014.09.01 제23대 이국철 교장 취임